# Кенку, Этьен
Этье́н Людови́к Юте́ Кенку́ (фр. Étienne Ludovic Youte Kinkoue; род. 14 января 2002, Лион) — французский футболист камерунского происхождения, защитник клуба «Гавр».

## Клубная карьера
Кенку — воспитанник клубов «Транье», «Ногенте», «Труа» и миланского «Интера». В 2021 году игрок подписал контракт с дублирующим составом греческого «Олимпиакоса». В 2023 году Кенку перешёл в «Гавр». 11 февраля в матче против «Сошо» он дебютировал в Лиге 2. По итогам сезона игрок помог клубу выйти в элиту. 1 октября в матче против «Лилля» он дебютировал в Лиге 1.

## Международная карьера
В 2019 года в составе юношеской сборной Франции Лепенан принял участие в юношеском чемпионате Европы в Ирландии. На турнире он сыграл в матче против команды Чехии.